# Antikens Karthago

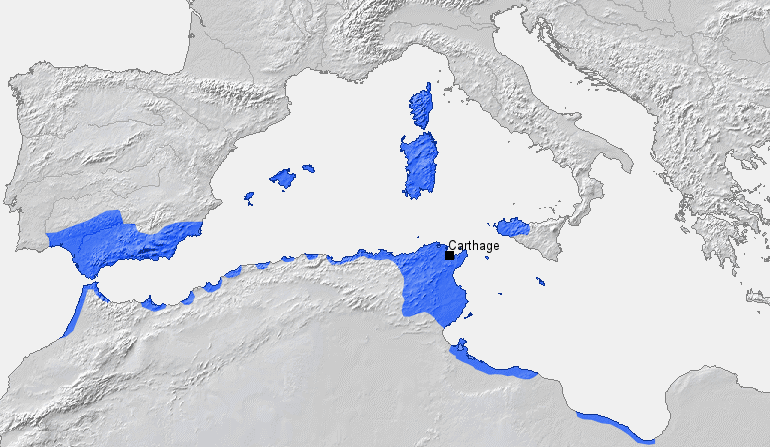
Karthago och dess underlydande områden år 264 f.Kr.

Antikens Karthago (från feniciskan Qart-ḥadašt) var en semitisk civilisation centrerad i den feniciska stadsstaten Karthago, som ligger i Nordafrika i Tunisbukten, utanför vad som nu är Tunis i Tunisien. 
Karthago grundades ursprungligen omkring år 814 f.Kr. i Nordafrika av fenicier från Tyrus. Kring grundläggningen har åtskilliga myter spunnits, vilka överlevt i grekisk och latinsk litteratur. Enligt traditionen grundades staden av drottning Dido som flytt Tyrus sedan hennes makthungrige bror Pygmalion mördat hennes make. Medförande stadsguden Melqart slog hon först läger i Byrsa. Staten blev en stormakt och en framstående handelsstat, som dominerade västra delen av Medelhavet redan innan Rom grundlagts som stad.
Karthago kom att överleva sin feniciska moderstad Tyrus, som erövrades av Alexander den store år 332 f.Kr. Under det tidiga 200-talet f.Kr. hamnade Karthago i konflikt med de grekiska stadsstaterna på Sicilien, och Pyrrhus, kung av Epirus, anlände till ön för att försvara de grekiska stadsstaterna där. Detta krig, det pyrriska kriget, slutade utan tydlig segrare. Karthago hamnade efter detta på kollisionskurs med Rom, vars makt ökat på den italienska halvön, och en serie krig bröt ut mellan Rom och Karthago. Dessa krig med Rom kallas de puniska krigen.
Det karthagiska handelsväldet sträckte sig från Gibraltar sund i väster, längs Afrikas Medelhavskust ända till nuvarande Libyen i öster. Även nuvarande Spaniens sydkust, Mallorca och delar av Sicilien låg under Karthagos välde. Konflikterna som uppstod med den romerska republiken kom att resultera i de tre puniska krigen (puner är den romerska benämningen för fenicier). Den mest kände av de kartaghiska ledarna var Hannibal som blev Roms huvudfiende i det andra puniska kriget.
Den romerske politikern Cato den äldre brukade avsluta många av sina anföranden i senaten med "För övrigt anser jag att Karthago bör förstöras" (latin: "Ceterum censeo Carthaginem esse delendam"). Till slut kom detta att bli något av en introduktion till det tredje puniska kriget 149–146 f.Kr. Staden förstördes fullständigt och enligt legenden spreds salt ut på de omkringliggande åkrarna för att göra området obeboeligt och obrukbart. Detta är dock omstritt, då salt var en mycket dyrbar vara på den tiden och området i sig var mycket omfattande.
År 44 f.Kr. återuppbyggdes Karthago som romersk koloni av Caesar och blev huvudstad i provinsen Africa terra. Med tiden blev Karthago västra Medelhavsregionens största stad efter Rom. Kulturlivet var rikt och staden var tillfälligt högkvarter för romerska kejsare, bland andra Gordianus I. Märkligt nog syns vissa traditioner ha levt kvar från det feniciska Karthago, som titulaturen på lokala styresmän. Under folkvandringstiden intogs Nordafrika av den germanska vandalstammen, som gjorde Karthago till sin huvudstad. Under den östromerske kejsaren Justinianus I krossades vandalriket och Karthago blev på nytt en romersk besittning. Staden förstördes åter år 698 då araberna slutligen erövrade Nordafrika från bysantinska riket.